# Plinovod Nabucco
Plinovôd Nabúcco je še nerealiziran projekt plinovoda, ki naj bi povezal vire iz Srednje Azije in Zakavkaza in Bližnjega vzhoda s porabniki na Balkanu in v Srednji Evropi. Plinovod Nabucco bi povezal vzhod Turčije s plinskim vozliščem Baumgarten blizu Dunaja v Avstriji, z odcepi za potrebe porabnikov zemeljskega plina ob poti.  Projekt vodi konzorcij na čelu z avstrijsko družbo OMV. Projekt podpira EU, kot možnost za strateško izboljšanje razmerja z Rusijo glede dobav zemeljskega plina. 
Plinovod Nabucco je deloma konkurenčen Gazpromovemu projektu Južni tok, zlasti glede virov plina. Gazprom je namreč že zakupil trenutno dosegljive količine plina v Turkmenistan, želi pa prehiteti Nabucco tudi pri virih v Azerbejdžanu.
Zmogljivost plinovoda bi naj bila 30 milijard, predvidena cena pa okoli 8 milijard evrov.

## Nabucco - West
Po najavi v novembru 2011 sta vladi Azerbajdžana in Turčije podpisali dogovor o izgradnji Trans-Anatolskega plinovoda (TANAP). Plinovod bi naj potekal od plinskih polj v Azerbajdžanu (v začetku s polja Shah Deniz) do Vzhodne Trakije na pragu EU. Z izgradnjo TANAP postaja vzhodni del projekta Nabucco odveč, zato je konzorcij Nabucco predložil projekt Nabucco - West (Nabucco - Zahod). Odločitev o izgradnji plinovoda mora biti skupna odločitev investitorjev v plinovod in lastnikov plina iz Shah Deniza, da bodo dejansko uporabili plinovod za transport v podaljšku od TANAP do Srednje Evrope in ne kake druge možnosti.